# Andrés Camilo Ardila
Andrés Camilo Ardila Ordoñez (ur. 2 czerwca 1999 w Mariquicie) – kolumbijski kolarz szosowy.

## Osiągnięcia
Opracowano na podstawie:

2017
- 2. miejsce w mistrzostwach Kolumbii juniorów (jazda indywidualna na czas)
- 2. miejsce w mistrzostwach Kolumbii juniorów (start wspólny)

2019
- 1. miejsce w Giro Ciclistico d’Italia
  - 1. miejsce w klasyfikacji młodzieżowej
  - 1. miejsce na 4. i 5. etapie

2021
- 3. miejsce w mistrzostwach Kolumbii (jazda indywidualna na czas)

## Rankingi
| Rok              | 2019  | 2020  | 2021  | 2022 | 2023  | 2024  |
| ---------------- | ----- | ----- | ----- | ---- | ----- | ----- |
| World Ranking    | 1262. | 1900. | 1295. | -    | 2483. | 2399. |
| UCI America Tour | 178.  | 179.  | 201.  | -    | -     | -     |
|                  |       |       |       |      |       |       |
| Źródło: UCI      |       |       |       |      |       |       |